# Суфле
„Суфле” је југословенски ТВ филм из 1969. године. Режирао га је Небојша Комадина а сценарио је написао Милан Брујић.

## Улоге
| Глумац                 | Улога |
| ---------------------- | ----- |
| Бранко Цвејић          |       |
| Александар Хрњаковић   |       |
| Богдан Јакуш           |       |
| Бранислав Цига Јеринић |       |
| Ђорђе Јовановић        |       |
| Нада Касапић           |       |
| Добрила Костић         |       |
| Љубица Ковић           |       |
| Љиљана Лашић           |       |
| Стеван Максић          |       |
| Даница Мокрањац        |       |
| Жижа Стојановић        |       |
| Вера Томановић         |       |